# 東京都立東久留米特別支援学校
東京都立東久留米特別支援学校（とうきょうとりつ ひがしくるめとくべつしえんがっこう）は、東京都東久留米市に所在する特別支援学校。2021年（令和3年）に開校した。知的障害のある生徒を対象とした高等部単独の学校であり、普通科と職能開発科を併設している。

## 概要
本校は、知的障害教育部門に属する東京都立の特別支援学校であり、高等部のみを設置している。以下の2つの学科を有する。

### 普通科
普通科は、東久留米市、東村山市、清瀬市の3市を通学区域としている。通学手段としてスクールバス8台が運行されている。
学級編成は普通学級と重度・重複学級に分かれており、重度・重複学級は1クラスあたり3名で構成される。普通学級では、2年次より総合類型と職業類型に分かれて学習を行う。

### 職能開発科
職能開発科は、企業就労を目指す生徒を対象とした学科であり、東京都全域から生徒を募集している。選考は、調査書、適性検査、面接の総合成績により行われる。
生徒は主に公共交通機関などを利用して登校している。1学年あたり40人を募集し、2年次からは「食品サービスコース」と「流通加工サービスコース」のいずれかに分かれて専門的な学習を行う。

## 制服
本校では、ブレザータイプの制服が採用されている。

## 沿革
- 2010年（平成22年）11月 - 「東京都特別支援教育推進計画 第一期第三次実施計画」において、東京都立久留米特別支援学校（仮称）の設置計画が発表される[3]。
- 2020年（令和2年）4月1日 - 東京都立久留米特別支援学校（仮称）開設準備室が東京都立清瀬特別支援学校内に設置される。開設準備担当校長に岩瀬昌保（前・都立港特別支援学校校長）が発令され、副校長1名、教員系1名が任命される。
- 2020年（令和2年）10月15日 - 「東京都立学校設置条例施行規則の一部を改正する規則」の公布により、正式校名が「東京都立東久留米特別支援学校」と決定。同日付で岩瀬昌保が初代校長に発令される。
- 2020年（令和2年）11月25日 - 校章および校歌が決定される。
- 2021年（令和3年）4月1日 - 東京都立東久留米特別支援学校が正式に開校。
- 2021年（令和3年）4月6日 - 開校式を挙行。
- 2021年（令和3年）4月8日 - 第1回入学式を挙行。普通科43名、職能開発科40名が入学（生徒数合計156名）。

## 生徒・教職員数
| 区分     | 普通科 | 職能開発科 | 計  |
| -------- | ------ | ---------- | --- |
| 1年生    | 51     | 40         | 91  |
| 2年生    | 57     | 38         | 95  |
| 3年生    | 45     | 39         | 84  |
| 生徒合計 | 153    | 117        | 270 |
| 教職員   | –      | –          | 113 |

## 部活動
バスケットボール部、サッカー部、球技部、陸上部、音楽部、芸術総合部、科学パソコン部、探究部

## 施設概要
- RC造　地上4階[5]
- 延床面積　17645m²
- 竣工　2021年2月

## 所在地
〒203-0041 東京都東久留米市野火止2丁目ｰ1ｰ11

## アクセス
- 西武新宿線「花小金井駅」よりバスで約15分、「東久留米総合高校」バス停下車、徒歩約3分
- JR中央線「武蔵小金井駅」よりバスで約23分、「東久留米総合高校」バス停下車、徒歩約3分